# Species inquirenda
In tassonomia, è detta species inquirenda una specie la cui attribuzione ad un genere è incerta e necessita di ulteriori approfondimenti..
La locuzione latina, se riferita a più specie in questo stato, è species inquirendae. Il termine inquirenda deriva dal verbo inquirere, che significa: inquisire, indagare.
La prima occorrenza nella letteratura scientifica di questa frase risale al 1819 ed è citata in una pubblicazione dell'illustratore gallese Sydenham Edwards (1768-1819)..